# Michel Stiévenart
Pour les articles homonymes, voir Stievenart.
Michel Stiévenart, né le 2 décembre 1910 à Mons (Belgique) et mort dans cette même ville le 18 décembre 1991, est un artiste sculpteur, dessinateur et numismate belge aux frontières de l'abstraction.
Il a sculpté la pierre blanche, la pierre noire, le petit granit de Soignies, le marbre, le bois, le cuivre battu, le bronze et réalisé de nombreux dessins, linos, eaux-fortes, fusains, aquarelles, crayons, pointes bic et médailles.

## Biographie
Michel Stiévenart est le fils d'Edmond Stiévenart, tapissier et garnisseur, et de Sophie Liebrechts, modiste. Sa famille est tournée par tradition vers l'art. Un de ses ancêtres Jean Stiévenart qui épouse en 1708 Marie Watteau à Mons exerce la profession d'imagier, peintre enlumineur d'images et sculpteur. Sa mère, quant-à-elle, qui a vécu son enfance à Ostende, a bien connu James Ensor[réf. nécessaire].
Son cousin, Pol Stievenart, est artiste et écrivain, quant à ses cousines Renée et Marie Stiévenart, toutes deux dessinatrices, elles entretenaient le souvenir de leur père Clément Stiévenart artiste décorateur du théâtre de Mons.
Après ses humanités passées à l'Athénée royal de Mons, Michel Stiévenart suit les cours de Louis Buisseret à l'Académie royale des Beaux-Arts de Mons. Après avoir obtenu son diplôme, il part parfaire ses études à l'institut national supérieur d'Anvers où sous le conseil de Louis Buisseret (ancien professeur) il s'oriente vers la sculpture. Il intègre la classe du professeur Ernest Wynants, qui lui enseigne les techniques de la sculpture, d'abord sur bois (Ernest Wynants) étant un ancien ébéniste) puis sur pierre de France. Simple étudiant il se contente, à ses débuts, de matériaux glanés çà et là sur divers chantiers de démolition.
À ses débuts Michel Stiévenart s'essaie à l'illustration d'ouvrages de poésie lui permettant de diffuser ses réalisations. C'est ainsi que des publications virent le jour, comme Petites choses, Caramel de mon cœur ou encore Hainaut, mon beau pays.
En 1935, il fait la rencontre de celle qui va devenir sa femme et sa première source d'inspiration, Gilberte Delhaye alors étudiante en pharmacie. C'est également, sous la pression de son futur beau-père et afin d'asseoir sa situation qu'il passe avec succès son examen de professeur de dessin. Ils se marient le 6 septembre 1935 à Maisières.
Michel Stiévenart est nommé en 1937, à 27 ans, professeur à l'école industrielle de Soignies. La même année nait son premier enfant Michèle (qui sera professeure de dessin) qui devient rapidement, avec sa femme Gilberte, ses deux principaux sujets de création. La petite famille s'installe dans une maison à la rue Audiger à Soignies ayant appartenu au chapitre de Saint-Vincent. Installé ainsi à Soignies, il y fait la connaissance des employés des carrières mais à cette époque ce matériau lui est encore difficilement accessible.
En 1940, la guerre entraîne la réquisition par l'occupant de l'Athénée où il travaille. À la fin de la guerre, la famille s'installe chaussée de Mons à Soignies.
George-Marie Matthijs, dans son discours d'inauguration de la rétrospective d'avril 1980 (retranscrit dans le livre Michel Stiévenart), fait remarquer que les dessins de l'artiste font référence au monde végétal, racines et lianes, feuilles montant vers la lumière, univers du jugendstil ou de l'art nouveau, des décorations Victor Horta, des affiches de Alfons Mucha ou des compositions de Gustav Klimt.
Le 20 décembre 1980, il perd son épouse et vient alors une période plus sombre où ses réalisations se font plus dures par des traits plus cassés des dessins plus caricaturaux, des arbres sans feuilles où des corps féminins se dessinent. Le choc de cette perte irremplaçable altère ses envies au point que la taille de la pierre s'arrête presque totalement. Seules quelques pierres du Luberon sont taillées en sa maison de Valaurie dans la Drôme. Les médailles quant-à-elles subsistent et deviennent avec le dessin sa principale occupation.
Il déménage au 25 place du Parc à Mons en 1987 pour y finir ses jours.
C'est à l'occasion de la fête des Beatles day de 2007 que René Lemur a l'idée de baptiser les allées du parc du Waux-Hall de Mons. C'est ainsi qu'une allée reçoit le nom de allée Michel Stiévenart ainsi qu'une autre au nom de son ami René Harvent.

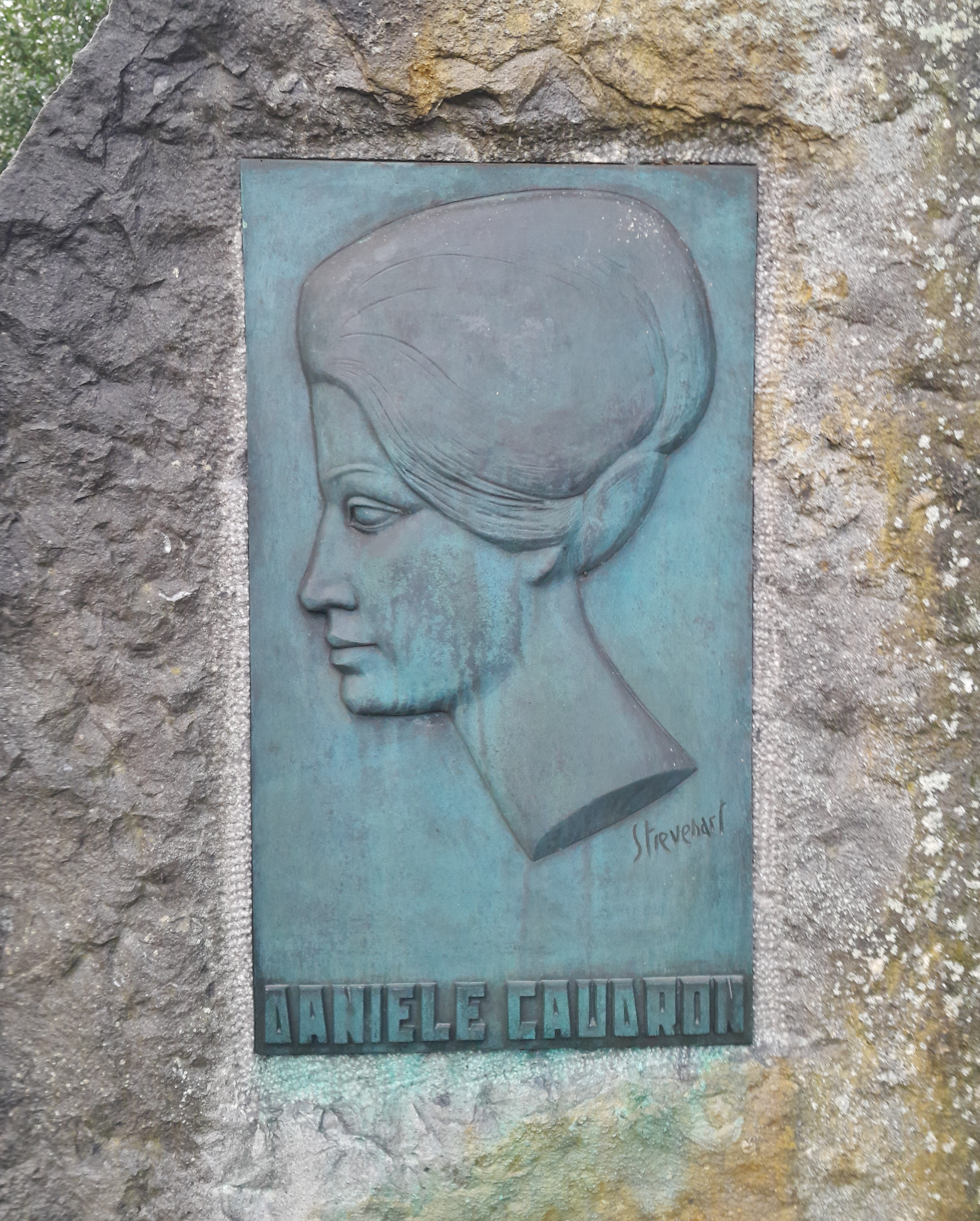
Plaque de Michel Stiévenart au cimetière de Mons.

À Valaurie, la rue de sa maison de vacances est rebaptisée officiellement rue du sculpteur Michel Stiévenart.

## Œuvres

### Œuvres dans des bâtiments ou jardins publics[5]
- 1947 : Jurbise, Monument aux morts[6].
- 1953 : Soignies, Abattoir, haut relief.
- 1955 : La Bouverie, Cimetière, stèle.
- 1956 : Charleroi, Eglise Saint-Christophe, Le bœuf de Saint-Luc - ronde bosse[7]
- 1957 : Nalinnes Bultia, Saint Benoît de Nursie, haut relief [8]
- 1957 : Quièvrain, Bibliothèque, haut-relief.
- 1957 : Marcinelle, Hôtel de Ville, bas-relief
- 1958 : Haine-Saint-Pierre, stèle aux auteurs patoisants.
- 1959 : Soignies, Athènes, haut-relief
- 1960 : Mons, Square Saint-Germain, Femme à la Cruche (enlevée à la suite d'un acte de vandalisme et non rénovée par la ville de  Mons)
- 1961 : Mons, R.T.T., frise
- 1962 : Mons, Waux-Hall, plusieurs réalisations
- 1965 : Bruxelles, Centre technique du Bâtiment, panneau décoratif.
- 1968 : Charleroi, Palais de Justice, deux sculptures
- 1969 : La Louvière, Monument de la Paix
- 1970 : Soignies, Chantrerie, Buste de Jean-François Cuvillies, architecte sonégien (1695-1768)
- 1971 : Soignies, Écoles techniques, bas-relief.
- 1975 : Bruxelles, bâtiment Assubel, relief en cuivre battu
- 1978 : Mons, Delta, Forme abstraite
- 1978 : Valaurie (Drome - France), Forme abstraite en pierre du Lubéron

### Sculptures sur façades privées
- 1 rue du sculpteur Stiévenart 26230 Valaurie France, Sculpture insérée
- 18 rue de la Réunion 7000 Mons Belgique, Bas relief
- 3 rue des Sœurs Grises 7000 Mons Belgique, Sculpture insérée
- 23 rue du Hautbois 7000 Mons Belgique, Sculpture insérée
- 33 rue d'Enghien 7000 Mons Belgique, Sculpture insérée
- 55 rue du Hautbois 7000 Mons Belgique, Bas relief

### Médailles[9]
- V.1950 : Plaque de Michel Caudron (Cimetière de Mons)
- 1952 : École industrielle et commerciale de Soignies (frappée par Mauquoy)]
- 1962 : La quinzaine de la pierre à Soignies (frappée à la Monnaie Royale; éditée en 100 ex.)
- 1967 : Inauguration du plan incliné de Ronquières (idem; éditée en 100 ex.)
- 1967 : Plaquette officielle de la Ville de Soignies (idem; éditée en 116 ex.)
- 1968 : Fédération touristique de la Province du Hainaut (idem; éditée en 100 ex.)
- 1969 : Service du Tourisme de Mons (idem; éditée en 161 ex.)
- 1969 : Inauguration du monument de la Paix à La Louvière (idem; éditée en 206 ex.)
- 1970 : 50e anniversaire d’Assubel (frappée par Fibru et éditée en 2000 ex. en bronze argenté et 7 ex. en vermeil)
- 1988 : Ascenseur du Canal du Centre à La Louvière (frappée à la Monnaie Royale; 165 ex.)
- 1989 : L’Union des Anciens de l’Athénée Royal de Mons (idem; 190 ex.)
- 1989 : Abel Dubois, bourgmestre de Mons (idem; 320 ex.)
- 1989 : L’Amicale de l’Athénée Royal de Soignies (frappée par Fibru; 80 ex.)
- 1989 : Syndicat des Ouvriers de la Pierre (idem; 150 ex.)
- 1990 : création personnelle avec la tête d’une jeune fille (frappée par la Monnaie Royale en 10 ex. en argent + quelques essais en cuivre)
- 1990 : autoportrait (frappée par Fibru; 200 ex.)
- 1990 : Jacques Soustelle (idem; frappe illimitée)
- 1992 : 200e anniversaire de la bataille de Jemmapes (sic) (frappée à la Monnaie Royale; 300 ex.)

### Gravures et dessins

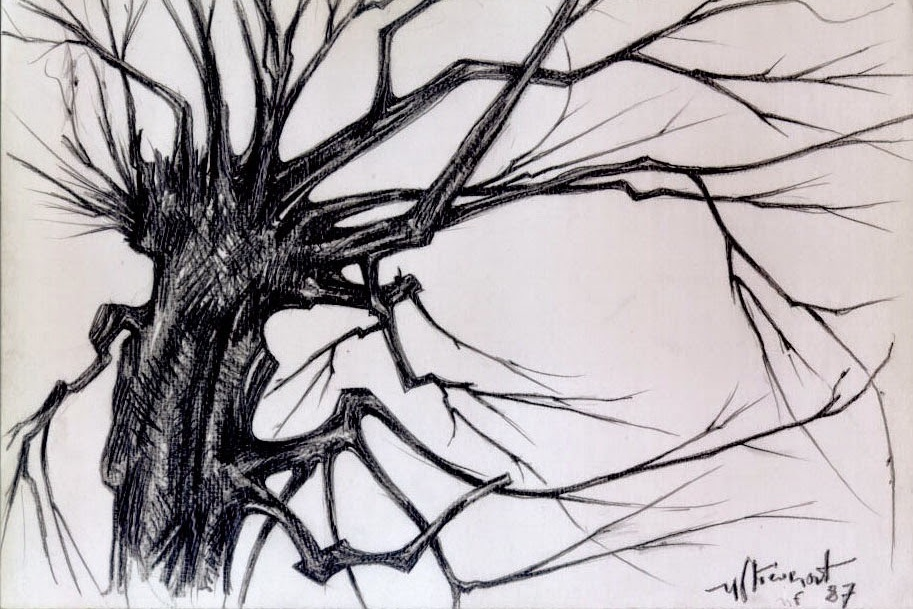
Arbre 1987 (crayon)
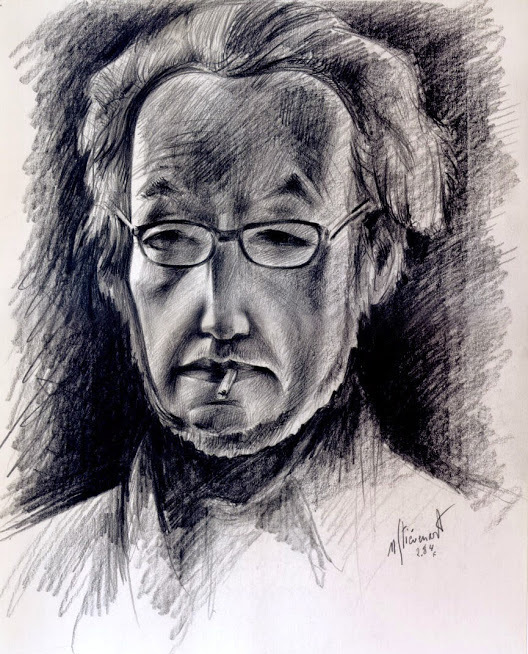
Autoportrait 1989 (crayon)
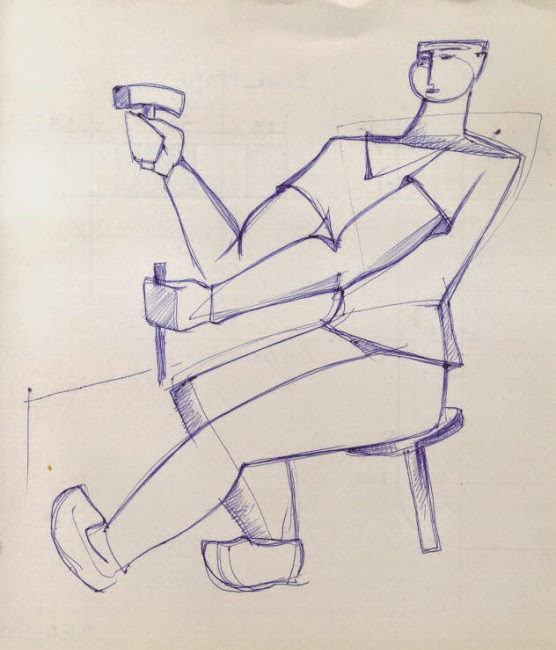
Ouvrier en carrière (pointe bic)
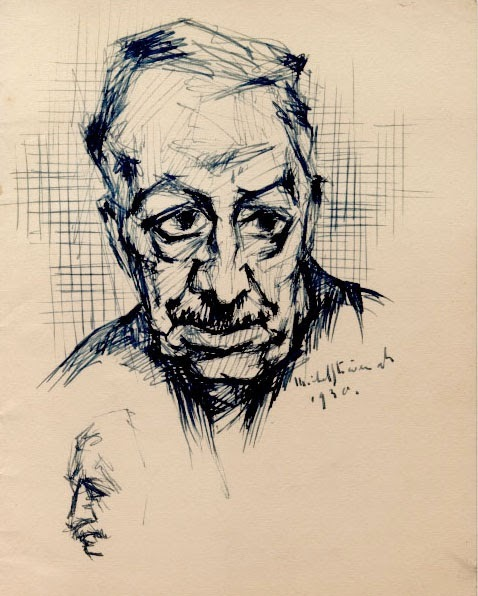
Croquis 1930 (encre)

### Sculptures

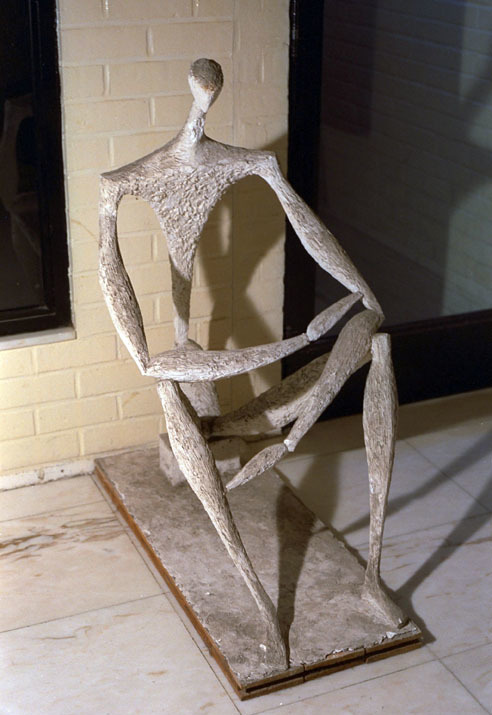
Homme assis
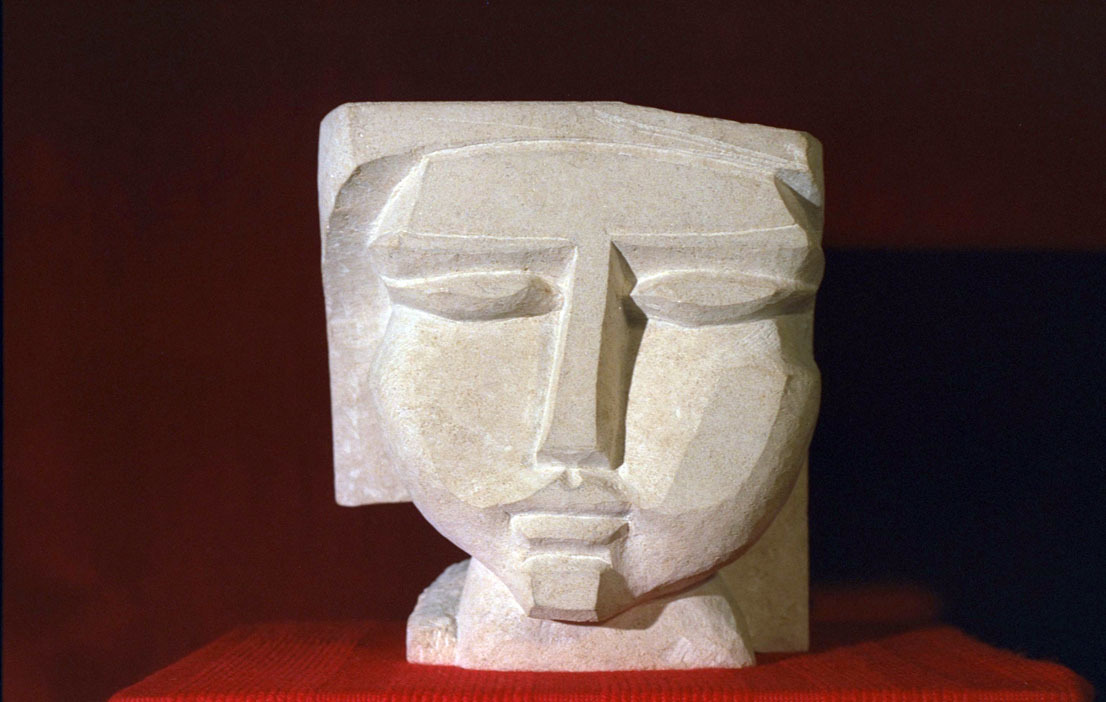
Visage
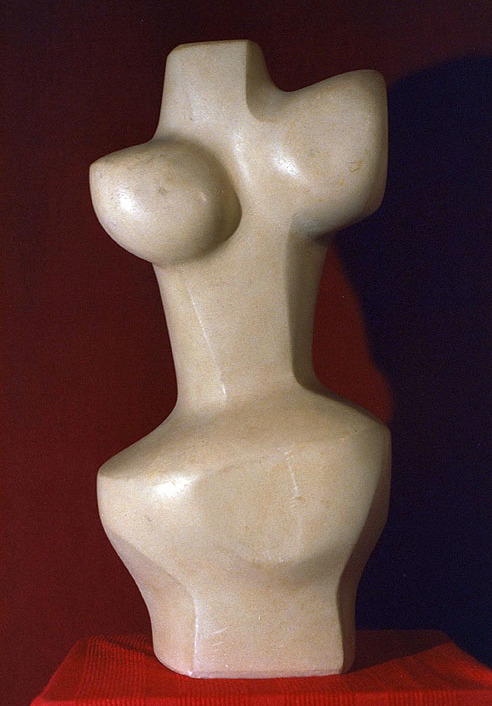
Buste polis
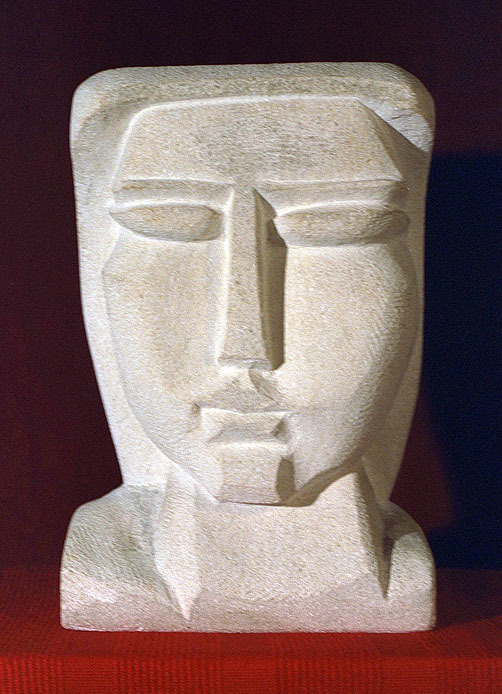
Visage
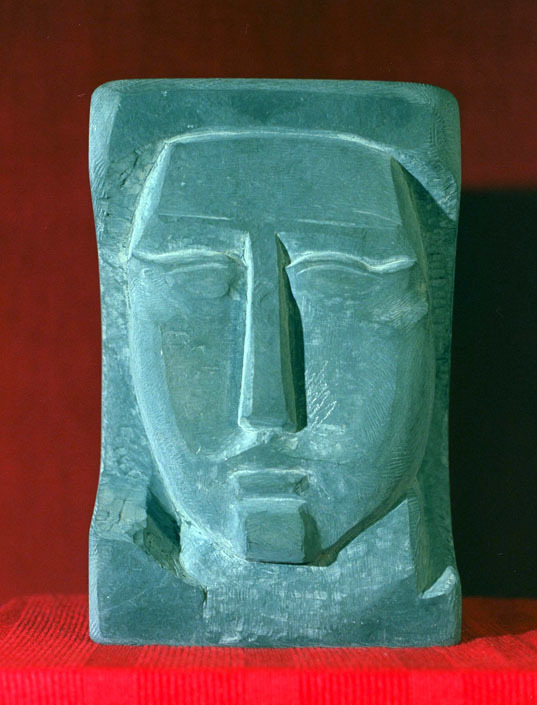
Visage

## Hommage
En 2007, une allée du parc du Waux-hall à Mons a reçu le nom de Michel Stiévenart.